# Hüseyin Kıvrıkoğlu
Hüseyin Kıvrıkoğlu (* Dezember 1934 in Bozöyük, Provinz Bilecik) ist ein ehemaliger türkischer General, der zuletzt zwischen 1998 und 2002 Chef des Generalstabes (Genelkurmay Başkanı) war.

## Leben

### Ausbildung zum Artillerie- und Stabsoffizier
Nach dem Schulbesuch absolvierte Kıvrıkoğlu die Militärschule (Harp Okulu), die er 1955 als Offizier der Artillerie abschloss. Danach besuchte er bis 1957 die Artillerieschule und fand im Anschluss Verwendung bei verschiedenen Artillerieeinheiten und war zuletzt Kommandeur einer Artilleriebatterie. Zwischen 1965 und 1967 absolvierte er die Militärakademie (Kara Harp Akademisi) und war im Anschluss bis 1970 Stabsoffizier bei der 9. Infanteriedivision.
Nach dem Generalstabslehrgang an der Führungsakademie der Bundeswehr in Hamburg-Nienstedten wurde Kıvrıkoğlu 1970 Planungsoffizier im Hauptquartier der Alliierten Streitkräfte der NATO in Südeuropa (AFSOUTH) in Neapel, ehe er zwischen 1972 und 1973 Dozent an der Militärakademie war. In den folgenden zwei Jahren war er Sektionschef im Generalstab sowie in der Personalabteilung der Landstreitkräfte.
1975 erfolgte die Berufung von Kıvrıkoğlu zum Direktor für Verteidigungsforschung im Direktorat für allgemeine Planung und Politik der Landstreitkräfte. Daraufhin fungierte er von 1978 bis 1980 als Kommandeur der Studienabteilung der Militärakademie.

### Aufstieg zum General und Chef des Generalstabes
Nach dem Besuch des NATO Defense College in Rom wurde er 1980 zum Brigadegeneral befördert und fand danach bis 1983 Verwendung im Obersten Hauptquartier der Alliierten Streitkräfte in Europa (SHAPE) in Mons, ehe er nach seiner Rückkehr Kommandeur der III. und dann der XI. Brigade war.
1984 erfolgte seine Beförderung zum Generalmajor. Als solcher war er zwischen 1984 und 1986 Chef des Stabes der Alliierten Landstreitkräfte in Südosteuropa (LANDSOUTHEAST) in Izmir sowie danach von 1986 bis 1988 Kommandeur der 9. Infanteriedivision in Sarıkamış.
Nachdem Kıvrıkoğlu 1988 zum Generalleutnant befördert worden war, war er bis 1990 Leiter der Personalverwaltung beim Chef des Generalstabes und daraufhin von zwischen 1990 und 1993 Kommandierender General des V. Armeekorps, ehe er 1993 kurzzeitig Staatssekretär im Ministerium für Nationale Verteidigung war.
1993 erfolgte schließlich seine Beförderung zum General. Als solcher war er zunächst von 1993 bis 1996 Oberkommandierender von LANDSOUTHEAST in Izmir sowie anschließend als Nachfolger von General Hikmet Köksal bis 1997 Oberbefehlshaber der 1. Armee. Daraufhin war er wiederum als Nachfolger von General Hikmet Köksal zwischen dem 28. August 1997 und 27. August 1998 Oberkommandierender der Landstreitkräfte (Türk Kara Kuvvetleri), während General Atilla Ateş sein Nachfolger als Oberbefehlshaber der 1. Armee wurde. Als Oberkommandierender der Landstreitkräfte gehörte er 1998 neben General İsmail Hakkı Karadayı (Chef des Großen Generalstabs), Generaladmiral Salim Dervişoğlu (Befehlshaber der Marine), General Ilhan Kilic (Befehlshaber der Luftstreitkräfte) und General Fikret Boztepe (Generalkommandant der Gendarmerie) zu den Unterzeichnern eines Memorandums an den damaligen Ministerpräsidenten Mesut Yılmaz, in dem die führenden Generale die Rolle des Militärs in der Türkei darstellten.
Am 30. August 1998 wurde General Kıvrıkoğlu Nachfolger von General İsmail Hakkı Karadayı als Chef des Generalstabes der türkischen Streitkräfte. Sein eigener Nachfolger als Oberkommandierender der Landstreitkräfte wurde wiederum General Atilla Ateş. 2002 kam es zu einem Konflikt mit Frankreich nach einer Ausstellung der Organisation Reporter ohne Grenzen, die ihm daraufhin als Feind der Pressefreiheit bezeichnete.
Das Amt des Generalstabschefs übte er bis zu seiner Ablösung durch General Hilmi Özkök, der seit dem 25. August 2000 Nachfolger von General Ateş als Oberkommandierender der Landstreitkräfte war, am 28. August 2002 aus.
Im Laufe seiner langjährigen militärischen Laufbahn wurde General Kıvrıkoğlu ausgezeichnet und erhielt unter anderem die Verdienstmedaille der Streitkräfte, den Legion of Merit sowie den Stern von Rumänien.
Kıvrıkoğlu war ein Neffe von Generalmajor Mustafa Kıvrıkoğlu (1915–2001) sowie ein Cousin von dessen Sohn General Hayri Kıvrıkoğlu, der zwischen 2010 und 2011 Oberbefehlshaber der 1. Armee war und seit dem 4. August 2011 ebenfalls Oberkommandierender der Landstreitkräfte ist.